# Bieley

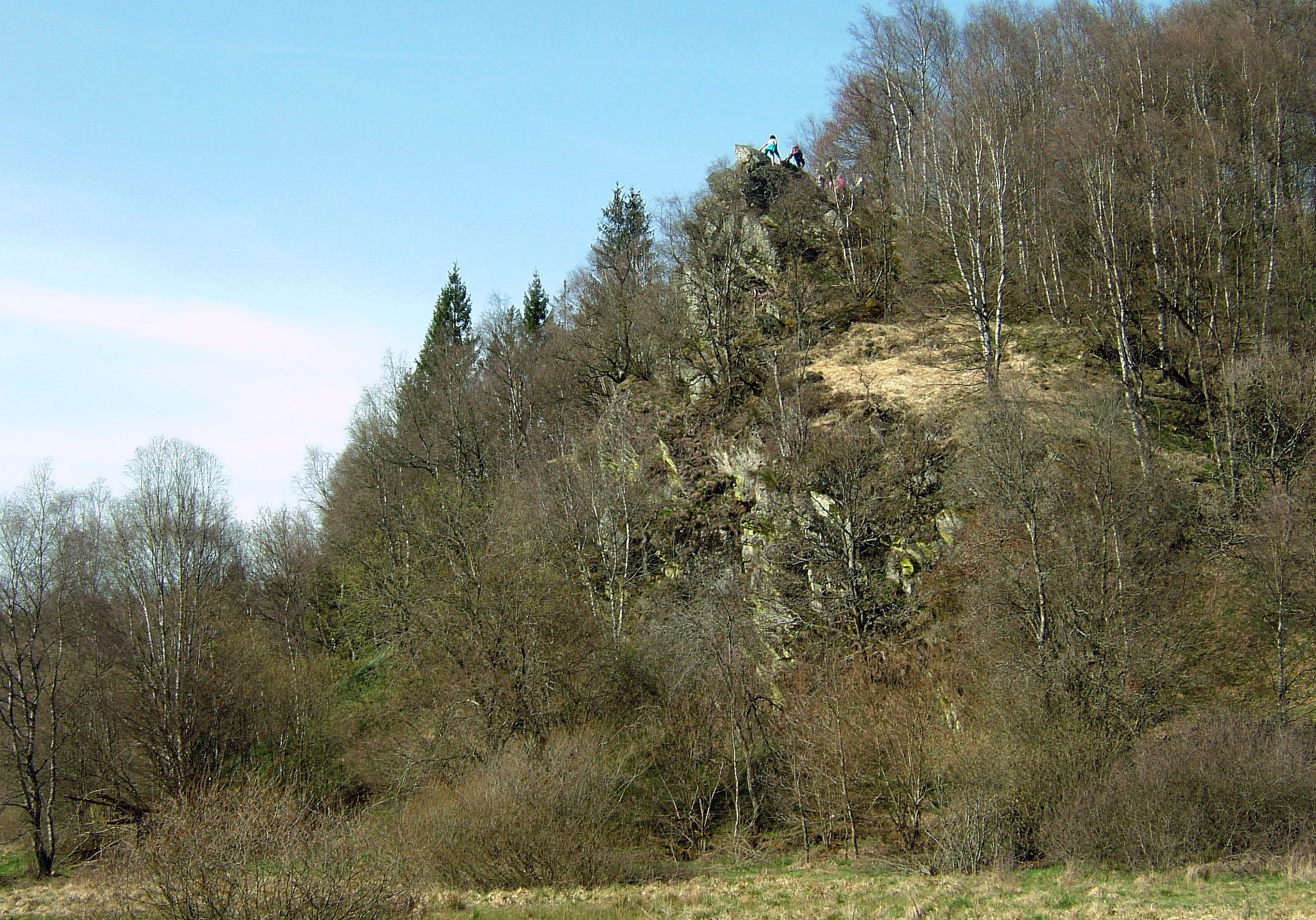
Bieley

De Bieley (Duits: Bieleyfelsen/ Frans: Rocher du Bieley) is een rotsformatie in het Belgische Bütgenbach in het dal van de Perlenbach (in België Schwalmbach genoemd) vlak bij de Duitse grens. De rotsformatie ligt aan de rand van Kamp Elsenborn (met het gelijknamige Natura 2000-gebied) in het Natuurpark Hoge Venen-Eifel. De rotsformatie heeft als bijnaam de Matterhorn van de Eifel.